# أمين أكساس
أمين أكساس لاعب كرة قدم جزائري ولد في الجزائر العاصمة يوم 5 مارس 1983 ويلعب حاليا لنادي شباب بلوزداد العاصمي منذ العام 2007.

## روابط خارجية
- أمين أكساس على موقع قاعدة بيانات كرة القدم.إي يو (الإنجليزية)
- أمين أكساس على موقع كووورة